# Litotriptor
Un litotriptor es un equipo que localiza y visualiza cálculos, sincronizando automáticamente ultrasonido y rayos X para pulverizar con ondas de choque (sin cirugía) cálculos (piedras) en las vías urinarias y permitir su eliminación con la orina.

## La litotricia extracorpórea
La Litotricia extracorpórea es la fragmentación de los cálculos localizados en vías urinarias mediante la aplicación de ondas de choque de alta energía a través de la piel al nivel donde se encuentra el cálculo, sin que el paciente tenga dolor al momento de destruirlas.
El aparato por medio del cual se logran estos resultados es el litotriptor. Éste funciona haciendo que las ondas de choque se generen por medio de un electrodo tipo bujía ubicado dentro de una cámara de agua, estas ondas de choque son concentradas por un reflector elíptico que las dirige e impactan en forma directa sobre el cálculo, sin dañar el riñón y así se van fragmentando en determinado tiempo.
El procedimiento es muy sencillo, una vez que el paciente ingresa a la clínica de litotricia se le registra su pulso, presión arterial y sus signos vitales y se le coloca en la mesa del litotriptor, bajo la vigilancia del médico anestesiólogo, quien aplicará sedante si se requiere. El médico indicará la posición en la que se debe de colocar para que la cámara de agua esté en contacto con la piel justo al nivel del cálculo, que será rastreado y localizado por medio de un microprocesador de rayos X o un ultrasonido.
El tiempo que dura el tratamiento es aproximadamente de 30 minutos a una hora, al terminar el procedimiento de litotricia, se traslada a un área de recuperación y será dada de alta en 1 o 2 horas más tarde bajo las recomendaciones del médico urólogo.
Después del tratamiento pueden presentar algunos dolores musculares por la aplicación de las ondas de choque y debido a la posición en que permanece durante la litotricia, molestias que pueden ser tratadas con analgésicos.
Existen cálculos muy grandes que requieren de más de una sesión de tratamiento por lo que dependiendo de la dureza del cálculo y de su tamaño se define el número de sesiones de tratamiento, por lo general se aplica sólo una sesión pero, esto sólo se define dependiendo de la gravedad del caso.
En algunas situaciones es posible que requiera la colocación de un catéter dentro de la vía urinaria, éste es llamado catéter doble "J" por la forma que tiene, y es colocado un extremo en el riñón y el otro en la vejiga y sirve para evitar la obstrucción del flujo urinario por el descenso de fragmentos de los cálculos ya desechos. Dicho catéter se retira en unos días o en ocasiones en semanas o quizá por algún tiempo más prolongado dependiendo de lo indicado por el médico.
Si no presenta algún tipo de síntoma en especial se pueda integrar al día siguiente a los labores habituales.

## Después del tratamiento
Posterior al tratamiento de litotricia extracorpórea se deberán seguir los siguientes pasos para prevenir la formación de futuras piedras:
- Tomar diariamente de 8 a 12 vasos de agua
- Seguir la dieta que el médico recomiende
- Y hacerse revisiones habitualmente

Una vez terminado el procedimiento los fragmentos de piedra serán expulsados por la orina, durante este tiempo es normal que la orina sea turbia o presente indicios de sangre durante una o dos semanas y es posible que observe pequeñas arenillas en la orina.
Este tratamiento es recomendable para el 90% de los pacientes que padecen de cálculos renales excepto para mujeres embarazadas, personas con un peso mayor de 130 kg, pacientes que padezcan cardiopatías (es decir, que usen marcapasos) y consumidores de anticoagulantes.
- Datos: Q9023030